# گیته پدرسن
گیته پدرسن (انگلیسی: Gitte Pedersen؛ زادهٔ ۲۲ ژانویهٔ ۱۹۷۹) بازیکن فوتبال اهل دانمارک است.
از باشگاه‌هایی که در آن بازی کرده‌است می‌توان به باشگاه فوتبال زنان اورتون و باشگاه فوتبال وایله بلدکلوب اشاره کرد.
وی همچنین در تیم ملی فوتبال زنان دانمارک بازی کرده‌است.